# Ley del Puerto de Boston
La Ley del Puerto de Boston o Ley de Comercio de 1774 fue una ley dictada por el Parlamento de Gran Bretaña (14 Geo. III. c. 19) promulgada el 30 de marzo de 1774. Fue una de las medidas diseñadas para salvaguardar la jurisdicción de Gran Bretaña sobre sus dominios en América (en conjunto, denominadas las Leyes Intolerables, Leyes Punitivas o Leyes Coercitivas). 
Esta ley, consecuencia directa del Motín del té, declaraba ilegal el uso del puerto de Boston (mediante un bloqueo) para «el desembarco y descarga, cargo o transporte, de bienes, mercancías y mercadería» hasta que se indemnizara al Tesoro Real (por los aranceles aduaneros perdidos) y a la Compañía de las Indias Orientales (por daños y perjuicios). En otras palabras, cerraba el puerto de Boston a todos los barcos, cualquiera que fuese el propósito de su viaje. Los colonos objetaron que la Ley del Puerto castigaba a toda Boston y no solo a los individuos que habían destruido el té, y que dicha sanción se imponía sin haber recibido oportunidad de testificar en su propia defensa.
Puesto que el puerto de Boston era una de las principales fuentes de aprovisionamiento para los ciudadanos de Massachusetts, colonias tan lejanas como Carolina del Sur se solidarizaron enviando provisiones a los pobladores de la bahía de Massachusetts; esto significó el primer paso en la unificación de las trece colonias. Se convocó al Primer Congreso Continental en Filadelfia para el 5 de septiembre de 1774, en el que se coordinaría la respuesta de las colonias a la Ley del Puerto y las demás Leyes Coercitivas. 